# Homeworld
Homeworld is een driedimensionaal real-time strategy (RTS) computerspel, ontwikkeld door Relic Entertainment en op 28 september 1999 uitgegeven door Sierra Entertainment. Het was het eerste volledig driedimensionale RTS. Op Homeworld volgden in 2000 Homeworld: Cataclysm en in 2003 Homeworld 2.
In 2003 gaf Relic de broncode van Homeworld vrij, waardoor derden Homeworld konden porten naar andere platformen, zoals Linux en Pandora.

## Verhaal
De Kushan overleven al duizenden jaren op de woestijnplaneet Kharak, waar enkel aan de polen het klimaat draaglijk is. De geschiedenis van de Kushan is één lange aaneenschakeling van conflicten tussen vijandige clans, met land en schaarse natuurlijke rijkdommen als inzet.
Op een dag detecteert een satelliet een enorm ruimteschip, begraven in de Grote Woestijn. Het ruimteschip bevat geavanceerde ruimtevaarttechnologie, en nog belangrijker: een steen met een kaart van het sterrenstelsel. Op de kaart staan twee coördinaten: Khurak, aan de rand van het sterrenstelsel, en in het centrum Hiigara, een oud woord dat in alle talen van Khurak "onze thuis" betekent.
De ontdekking verenigt de clans van Khurak. Ze werken bijna een eeuw lang aan een Moederschip, dat zo'n 600.000 mensen naar Hiigara zou kunnen brengen. Karan S'Jet, een wetenschapper, wordt het hart van het Moederschip: zij verbindt de controlesystemen van het ruimteschip met haar eigen zenuwstelsel, en gaat voortaan door het leven als Fleet Command.
De eerste reis van het Moederschip draait uit op een tragedie. Het plan voor de eerste teleportatie-test was om het schip van Khurak naar de rand van het zonnestelsel te sturen, waar een ondersteunend schip, de Khar-Selim, het op zou wachten. Als het moederschip op de afgesproken locatie komt, blijkt de Khar-Selim vernietigd te zijn door een vijandige vloot. Het Moederschip slaagt erin om de vloot te verslaan en terug te keren naar Kharak, maar de planeet blijkt volledig vernietigd te zijn: de 600.000 mensen in cryogenische slaap zijn de enige overgebleven Kharakezen.
De Kushan komen te weten dat de schepen die de Khar-Selim vernietigd hebben, huurlingen zijn voor het keizerrijk van de Taiidan, en dat de keizer de vernietiging van Kharak had bevolen omdat de ontwikkeling van sneller-dan-licht-technologie verboden was in een vierduizend jaar oud verdrag -- een verdrag ouder dan de hele geschiedenis van Kharak.
Op hun reis naar Hiigara proberen de Kushan de Taiidan te vermijden, en worden ze regelmatig geholpen door de Bentusi, handelaars die hen geavanceerde militaire technologie verkopen. Dat zint de Taiidan niet, en de keizer beveelt dat de Bentusi vernietigd moeten worden. Als de Kushan de Bentusi ter hulp schieten, komen de Kushan te weten dat zij zelf lang geleden heersers over een machtig rijk waren, verslagen werden in een grote oorlog, en van hun thuiswereld naar Kharak verbannen. De Bentusi beloven om de Galactische Raad bijeen te roepen en een claim van de Kushan op Hiigara te verdedigen.
Later verlenen de Kushan onderdak aan kapitein Elson, een Taiidan-rebel. Met zijn hulp doorbreken ze een Taiidan-blokkade en gaan ze het gevecht met de keizer en zijn vloot aan. De keizer slaagt erin om Karan S'Jet in een coma te brengen, waardoor het Moederschip verlamd is -- maar desondanks, en zelfs met een veel kleinere vloot dan die van de vijand vloot, lukt het de Kushan de keizer te verslaan.
Kort daarna bevestigt de Galactische Raad dat de Kushan zich mogen vestigen op Hiigara, die een mooie, weelderige planeet blijkt te zijn. Karan S'Jet, die uit haar coma kwam als de keizer gedood werd, kan losgekoppeld worden van het Moederschip, en is de laatste Kushan die voet zet op Hiigara.

## Personages
In het verhaal van Homeworld hebben individuele personages weinig betekenis: het verhaal wordt opgebouwd rond hele rassen en organisaties, en ondersteund door contextgevoelige muziek en een verteller tussen missies door. Als het nodig is dat een ras spreekt, is het meestal een anonieme woordvoerder die dat doet, zonder in beeld te komen.
- Karan S'Jet (ook Fleet Command) is een neurowetenschapper die de technologie ontwikkelde om een menselijk zenuwstelsel te integreren in het controlesysteem van een ruimteschip, waardoor het mogelijk werd om schepen zonder enorme hoeveelheden bemanning te controleren. Zij werd in het Moederschap geïntegreerd en werd zo de leider van de Kushan-vloot. Karan komt aan het woord tijdens tussensequensen in het begin en op het einde van het spel, maar komt nooit in beeld. Tijdens het spel houdt ze de speler op de hoogte van belangrijke gebeurtenissen. Zij wordt gespeeld door Heidi Ernest.
- Fleet Intelligence: een mannelijk personage dat sensorgegevens analyseert en (in single-player modus) de speler missiedoelen geeft. In tegenstelling tot Fleet Command is hij behoorlijk formeel en weinig emotioneel. In multiplayer games komt hij niet aan het woord. Fleet Intelligence wordt gespeeld door Michael Sunczyk.
- Kapitein Elson: commandant van het Taiidani-schip Kapella, en leider van de Taiidanrevolutie tegen de keizer. Hij verschijnt in missies 12, 13 en 16. Hij gelooft dat het Taiidanrijk in de loop van de laatste eeuwen corrupt is geworden, en wil een republiek instellen. De naam "Elson" is een verwijzing naar illustrator Peter Elson.
- De Keizer van de Taiidan: een genadeloze dictator met achtervolgingswaanzin. In Homeworld wordt hij enkel "de Keizer" genoemd; in de handleiding van Homeworld: Cataclysm wordt hij geïdentificeerd als Riesstiu IV de Tweede ("de Tweede" omdat hij een kloon is van de "eerste" Riesstu IV).

## Spel
Het spel speelt zich af in de ruimte, waar schepen in elk van de drie dimensies kunnen bewegen zonder invloed van zwaartekracht. Asteroïden, stofwolken en intense straling kunnen de beweging van schepen hinderen.
De speler kan kiezen om als Kushan of Taiidan te spelen, zowel in de multiplayer-variant als in het single-player spel. Elk type schip vervult een specifieke rol en heeft eigen combinaties van kracht, aanval, snelheid en kosten, maar de verschillen tussen de twee rassen zijn vooral van cosmetische aard. Schepen die met elkaar overeenkomen (bv. het Kushan Assault Frigate en het Taiidan Assault Frigate) zien er verschillend uit, maar hebben identiek dezelfde eigenschappen en functionaliteit. Elk ras heeft wel twee unieke schepen: de Kushan hebben een Cloaking Fighter en een Drone Frigate, terwijl de Taiidan een Defense Fighter en een Defense Field Frigate kunnen produceren.
Grondstoffen worden verzameld in stofwolken en mineraalhoudende asteroïden.
De gebruikersinterface is minimaal gehouden: er is één toolbar, en die verschijnt enkel als de muiscursor onderaan het scherm staat. Orders, bijvoorbeeld om schepen te verplaatsen of om een bepaalde formatie aan te nemen, gebeuren via een contextmenu (na een rechtermuisklik) of via sneltoetsen.
Doordat schepen onbeperkt in drie dimensies kunnen bewegen, krijgt Homeworld een extra tactische dynamiek, die niet in typische RTS games aanwezig is, waar alle bewegingen in een vlak gebeuren. Aangezien er geen obstakels van betekenis zijn in de speelruimte, is er bijvoorbeeld weinig of geen nadruk op het controleren van strategisch terrein -- al kan dat via mijnenleggende schepen wel gecreëerd worden.

## Single-player
Het single-player spel bevat 16 missies. De speler begint niet steeds met een geheel nieuwe vloot, maar behoudt de schepen die de vorige missie overleeft hebben. Het uiteindelijke doel van de speler is om Hiigara te vinden, de thuiswereld (Homeworld) van de Kushan.
In het begin van elke missie en op het einde van de laatste missie wordt een tussensequens getoond die het verhaal mee ontwikkelt. De tussensequensen zijn zwart-wit en in traditionele animatie. Zowel tijdens missies als in tussensequensen komen vertellers aan het woord, meestal Fleet Intelligence en Fleet Command.
In elke missie moet de speler een aantal primaire objectieven voltooien. Eens alle objectieven voltooid zijn, kan de speler wanneer hij dat wil de missie beëindigen via een Hyperspace Jump-knop, waardoor zijn vloot naar de volgende locatie gaat.
Missies zijn niet enkel gevechten; zo bevindt de speler zich in missie 6 in een asteroïdenveld en moet hij het moederschip beschermen tegen asteroïden die ermee op ramkoers zijn.
Als de speler ervoor kiest om met de Taiidan te spelen in plaats van met de Kushan, blijft het verhaal ongewijzigd.

## Multiplayer
Homeworld kan ook in deathmatch gespeeld worden, waarbij de speler kan kiezen hoeveel tegenstanders hij wil, op welke locatie hij wil spelen, of onderzoek mogelijk is en of er rekening gehouden wordt met brandstofverbruik.
Er kan met maximaal zeven computergestuurde tegenstrevers gespeeld worden. De tegenstrevers hebben een aanpasbare moeilijkheidsgraad hebben, en de speler kan instellen of ze vaker de menselijke speler dan wel de andere computerspelers aanvallen.
Om online te spelen moest men een account aanmaken in de Homeworld-lobby op WON, een on-line dienst die in oktober 2008 opgedoekt werd.

## Design
Homeworld heeft vijf types schepen, in oplopende orde van grootte, pantser, snelheid en wendbaarheid: fighter, corvette, frigate, destroyer en heavy cruiser. Fighters zijn de kleinste, zwakste, snelste en meest wendbare schepen. Heavy cruisers zijn groot, gepantserd, traag en weinig wendbaar. Behalve gevechtseenheden zijn er ook een aantal andere schepen, onder meer het moederschip, carriers, resource collectors, research ships en sensor class ships.
Fighters en corvettes zijn kleine schepen. Ze werken op conventionele brandstof en hebben geen onbeperkte voorraad brandstof. Ze moeten voor herbevoorrading, reparaties en sneller-dan-licht-reizen aan boord gaan van het moederschip, van een carrier of van een frigate. Fighters hebben een vast geschut, corvettes kunnen één of meer beweeglijke geschuttorens hebben. Er zijn ook ongewapende corvettes: salvage corvettes (die andere schepen kunnen buit maken) en repair corvettes (die schepen kunnen herstellen en bevoorraden).
Frigates, destroyers en heavy cruisers zijn zwaar bewapend. Ze zijn ook uitgerust met eigen generatoren en kunnen zelfstandig in hyperspace gaan. Ze kunnen bewegen terwijl ze aanvallen. Waar frigates maar één type wapen kunnen hebben, zijn destroyers en heavy cruisers uitgerust met zowel conventionele geschut als ion cannons. Elke speler kan niet meer dan een handvol destroyers en twee heavy cruisers in zijn vloot hebben.
Het moederschip is het grootste, meest gepantserde, traagste en minst wendbare van alle schepen. Elke speler heeft één moederschip, en het moederschip kan niet vervangen worden. Moederschepen zijn weinig bewapend, en kunnen alle andere schepen aanmaken.
Carriers zijn kleine versies van het moederschip. Ze hebben minder dokken voor schepen of resource collectors en kunnen geen destroyers, heavy cruisers of andere carriers aanmaken. Ze zijn ook niet zo gepantserd als moederschepen, maar zijn wel iets sneller en meer wendbaar.
Het design van de ruimteschepen in Homeworld lijkt erg op de ruimteschepen zoals in de illustraties van Chris Foss en Peter Elson, die allebei in de aftiteling van het spel bedankt worden.

## Muziek
Op "Homeworld (The Ladder)", een song van Yes na, is de muziek in Homeworld ambient en klassieke muziek: onder meer Samuel Barber's Agnus Dei en een koorversie van zijn Adagio for Strings. Bij de Game of the Year Edition of Homeworld zat een soundtrack-cd met 13 nummers, met ook de originele soundtrack door Paul Ruskay.
Paul Ruskay won met de soundtrack voor Homeworld de Best Score Award op de Gaming Globes in 2000.

## Ontvangst
Homeworld kreeg bijzonder lovend commentaar en won verschillende onderscheidingen:
- E3 1999 - Game Critics Awards: Best Strategy Games[5]
- IGN 1999 - Game of the Year
- PC Gamer 1999 - Game of the Year
- Well-Rounded Entertainment 1999 - Game of the Year
- Gaming Globes 1999 - Best Original Score: Paul Ruskay and for Homeworld
- Metacritic - Best and Worst Computer Strategy Games, Top 10: 3de plaats (2010)[6]

## Mediafranchise
Homeworld werd ontwikkeld door Relic Entertainment en uitgegeven door Sierra Entertainment; de intellectuele eigendomsrechten waren in handen van Sierra/Vivendi.
Toen Relic overgenomen werd in 2004, was de toekomst van de franchise onbekend. In september 2007 kondigde THQ aan dat het met Sierra/Vivendi aan het onderhandelen was om de rechten op de Homeworld-serie over de nemen, en toen in november 2007 het trademark van Homeworld aangepast werd, werd THQ als eigenaar aangeduid. Een aantal werknemers van Relic stichtten in 2007 Blackbird Interactive om een ruimte-RTS te ontwikkelen dat zich niet zou afspelen in de Homeword-wereld.
THQ ging over kop in 2013 en de rechten van hun games werden op 15 april 2013 verkocht bij opbod. Een Kickstarter-campagne om de rechten op Homeworld te kopen, haalde zo'n 70.000 dollar op, maar bracht niet het hoogste bod uit: op 22 april 2013 bleek dat van Gearbox Software te komen, met een bod van 1,35 miljoen dollar.

## Trivia
- Het spel is opgenomen in het boek 1001 Video Games You Must Play Before You Die van Tony Mott.